# Kekuraalhuveli
Kekuraalhuveli ist eine kleine Insel des Mulaku-Atolls im Süden des Inselstaates Malediven in der Lakkadivensee (Indischer Ozean).

## Geographie
Die Insel ist die nördlichste Insel eines Streifens im Ostsaum des Atolls, welcher sich in südwestlicher Richtung bis zur Südspitze des Atolls zieht. Die nächstgelegenen Inseln sind Guhuraa im Norden, beziehungsweise Kakaahuraa, sowie Gasveli im direkten Anschluss im Süden.